# Kulykiwka (Tschernihiw)
Kulykiwka (ukrainisch Куликівка; russisch Куликовка Kulikowka) ist ein Dorf in der ukrainischen Oblast Tschernihiw mit etwa 500 Einwohnern (2001).

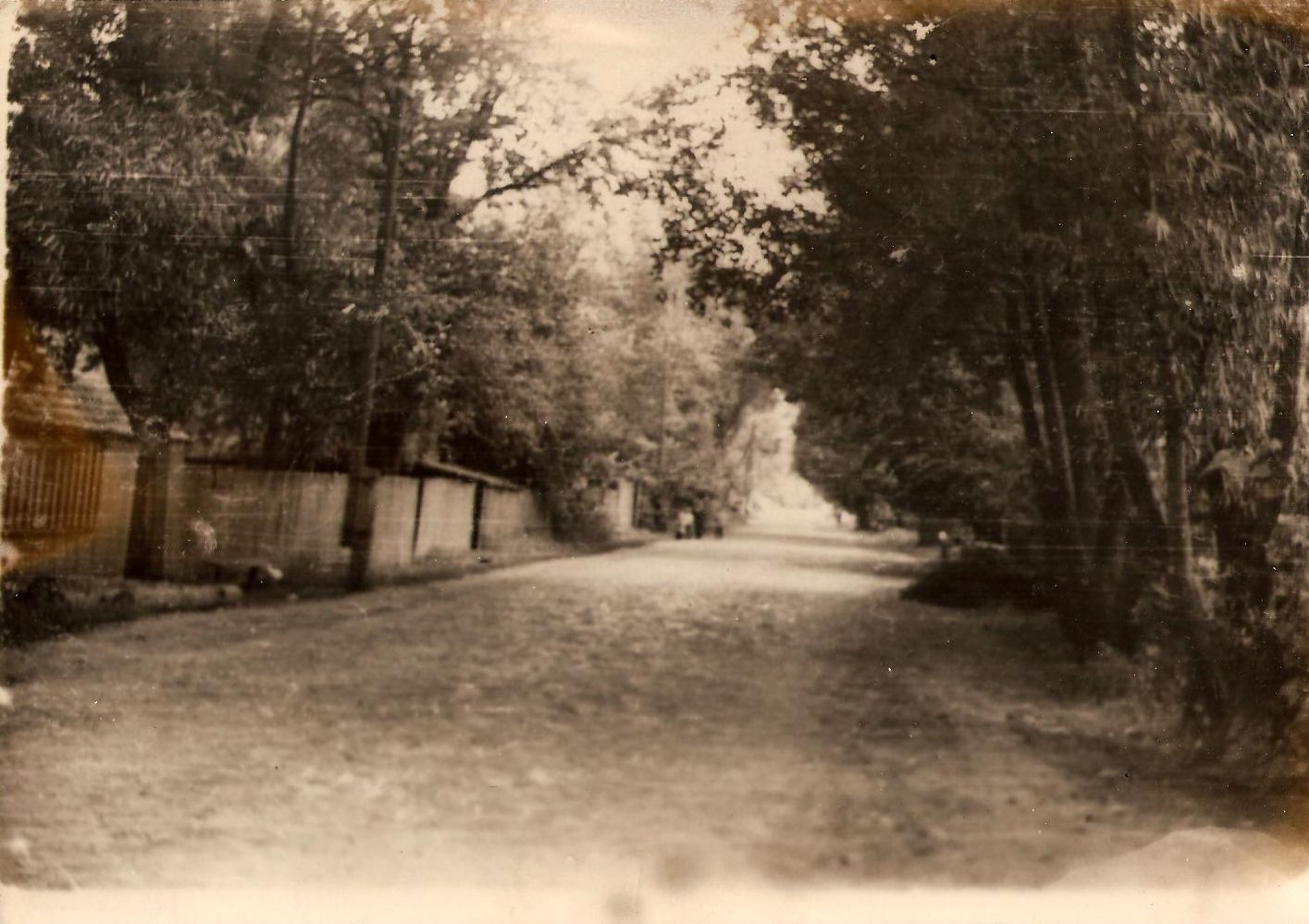
Dorf im 20. Jahrhundert

Die Ortschaft liegt auf 129 m Höhe 28 km südwestlich vom ehemaligen Rajonzentrum Horodnja und 42 km nordöstlich vom Oblastzentrum Tschernihiw. Östlich vom Dorf verläuft in 5 km Entfernung in Nord-Süd-Richtung die Regionalstraße P–13.
Am 12. Juni 2020 wurde das Dorf ein Teil der Landgemeinde Tupytschiw, bis dahin bildete es die gleichnamige Landratsgemeinde Kulykiwka (Куликівська сільська рада/Kulykiwska silska rada) im Süden des Rajons Horodnja.
Am 17. Juli 2020 kam es im Zuge einer großen Rajonsreform zum Anschluss des Rajonsgebietes an den Rajon Tschernihiw.

## Söhne und Töchter der Ortschaft
- Iwan Lysohub (Іван Якович Лизогуб; 1761–1819), Adelsmarschall des Gouvernement Tschernigow
- Illja Lysohub (1787–1867), Philanthrop, Komponist, Violoncellist und Pianist, Oberst der Kaiserlich Russischen Armee sowie Freund und Unterstützer des ukrainischen Malers und Lyrikers Taras Schewtschenko
- Anastassija Lewyzka (Анастасія Зіновіївна Левицька; 1899–1955), ukrainische Schauspielerin und Opernsängerin. Volkskünstler der Ukraine (1947)